# 查克·格里格斯比
查尔斯·L·格里格斯比（英語：Charles L. Grigsby，1928年8月15日—2003年7月15日），美国NBA联盟前职业篮球运动员。